# Dollface
Dollface est une série télévisée américaine de 20 épisodes de 23-32 minutes, créée par Jordan Weiss et diffusée entre le 15 novembre 2019 et le 11 février 2022 sur le service Hulu.
Au Canada et au Québec, la série est diffusée en simultanée sur Crave, en version originale sous-titré. Elle est diffusée sur le service Disney+, via l'extension Star, depuis le 9 avril 2021 en Belgique et depuis le 16 avril 2021 en France,. Néanmoins, elle reste inédite en Suisse.

## Synopsis
Après plusieurs années de relation avec son petit-ami, Jules Wiley se fait plaquer par ce dernier. Elle commence alors à réaliser qu'elle a dédié sa vie à son ex durant leur relation et qu'elle a négligé ses amies, voire ses relations et échanges avec les femmes en général.
Jules décide de se reprendre en main et de renouer le contact avec ses meilleures amies de l'université, Stella Cole et Madison Maxwell, et de se rapprocher de ses collègues, notamment Izzy Levine.

## Distribution

### Acteurs principaux
- Kat Dennings (VF : Anne Dolan) : Jules Wiley
- Brenda Song (VF : Victoria Grosbois) : Madison Maxwell
- Shay Mitchell (VF : Emmylou Homs) : Stella Cole
- Esther Povitsky (VF : Noémie Orphelin) : Isadora « Izzy » Levine

Photos des acteurs principaux
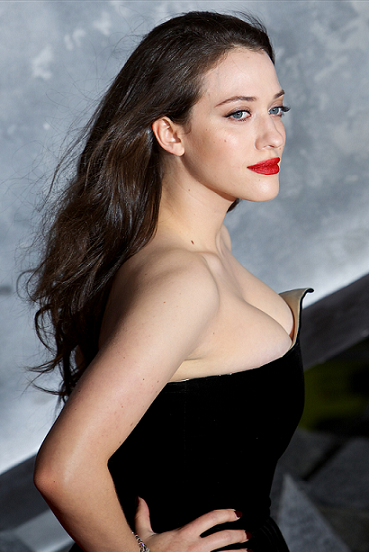
Kat Dennings interprète Jules.
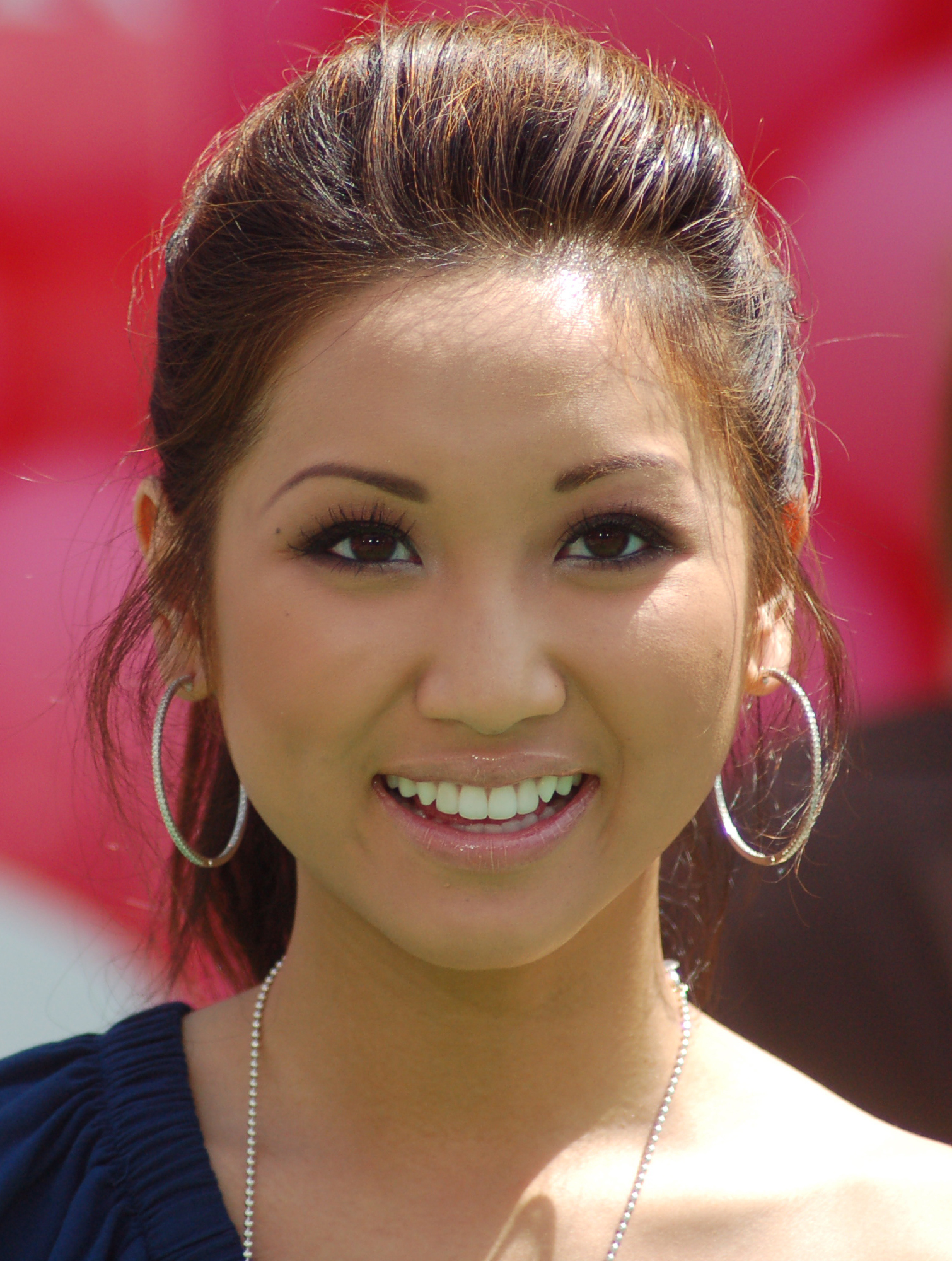
Brenda Song interprète Madison.
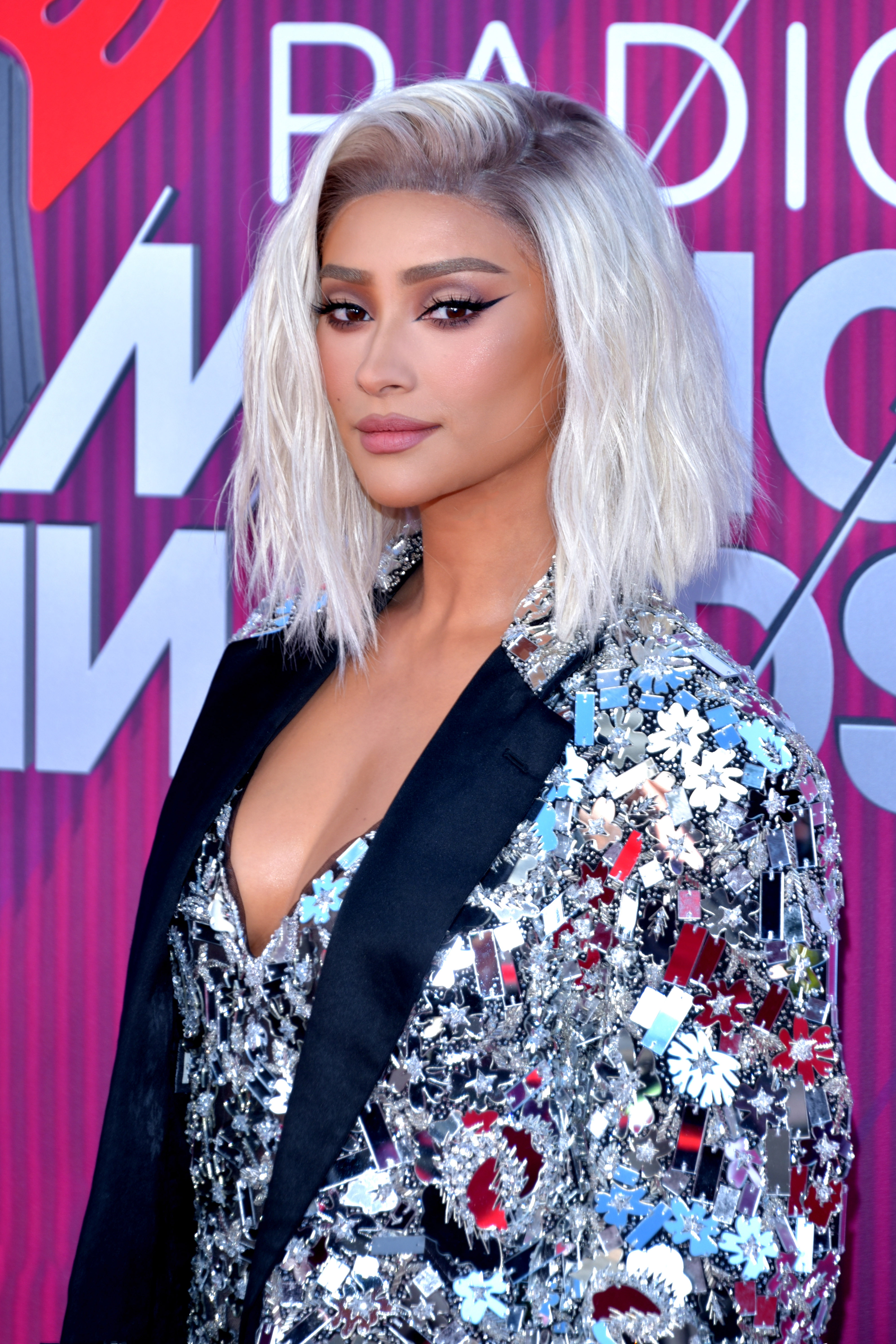
Shay Mitchell interprète Stella.
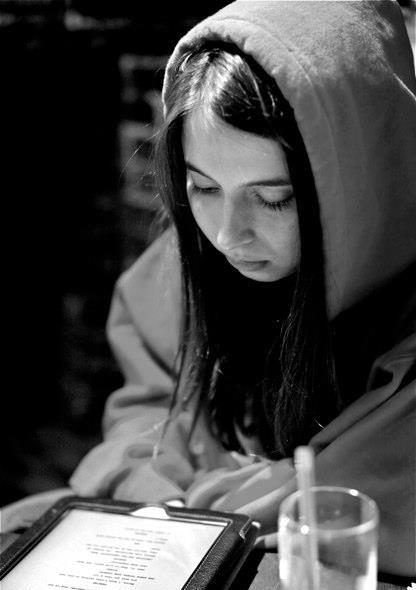
Esther Povitsky interprète Izzy.

### Acteurs récurrents
- Beth Grant (VF : Isabelle Ganz) : la femme chat (voix)
- Connor Hines (VF : Jim Redler) : Jeremy (saison 1)
- Brianne Howey (VF : Claire Baradat) : Alison B.
- Vella Lovell (VF : Fily Keita) : Allison S. (saison 1)
- Malin Åkerman (VF : Sybille Tureau) : Celeste
- Goran Višnjić (VF : Stephane Ronchewski) : Dr Colin Brooks (saison 1)
- Matthew Gray Gubler (VF : Christophe Alunno) : Wes
- Jayson Blair (VF : Fabrice Fara) : Liam (saison 2)
- Lilly Singh (VF : Déborah Claude) : Liv (saison 2)
- Santina Muha (VF : Anne Herrscher) : Sky (saison 2)
- Owen Thiele (VF : Baptiste Marc) : Q. (saison 2)
- Luke Cook (VF : Valentin Merlet) : Fender (saison 2)
- Corinne Foxx (VF : Adeline Chetail) : Ruby (saison 2)

Photos des acteurs récurrents
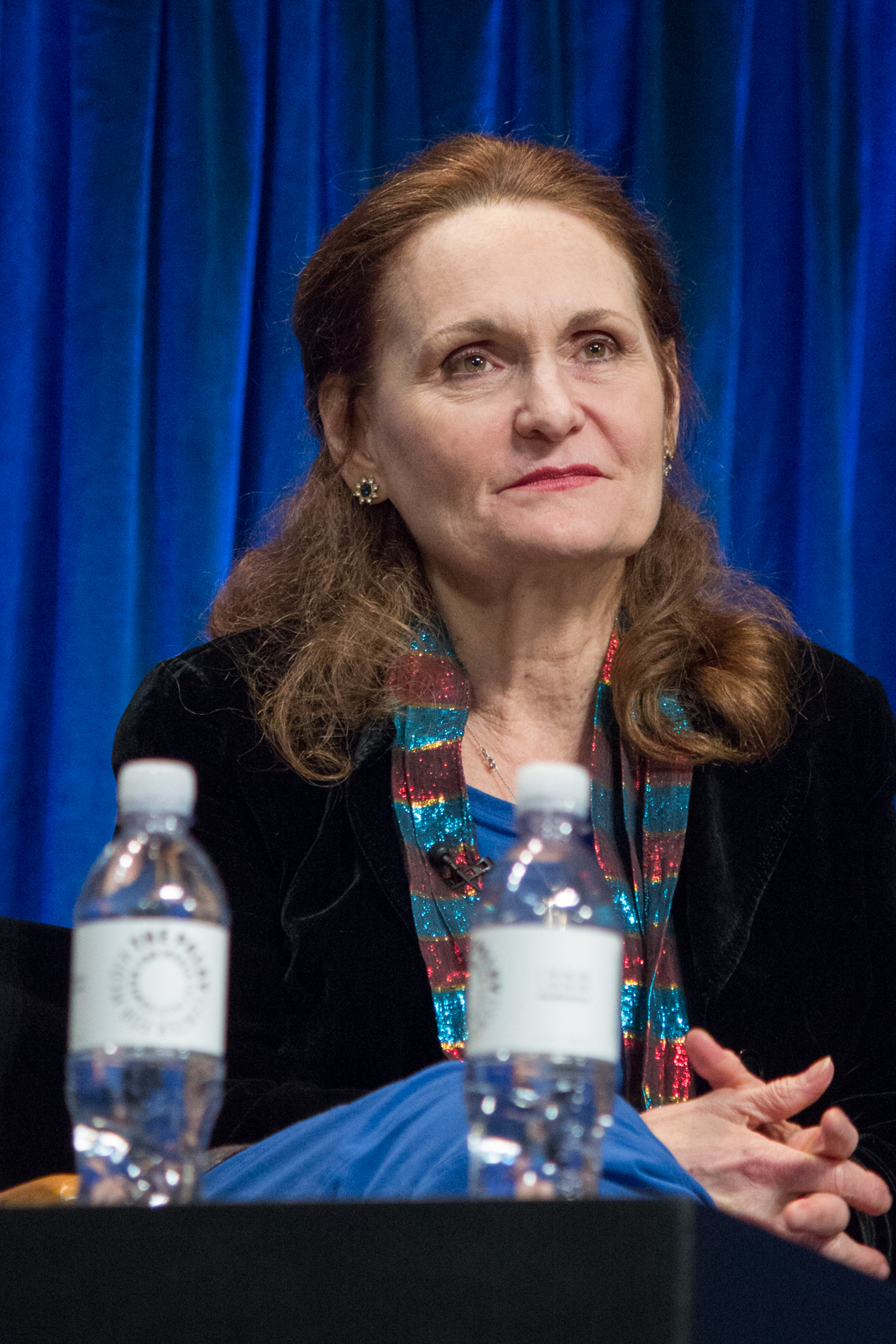
Beth Grant interprète la femme chat.
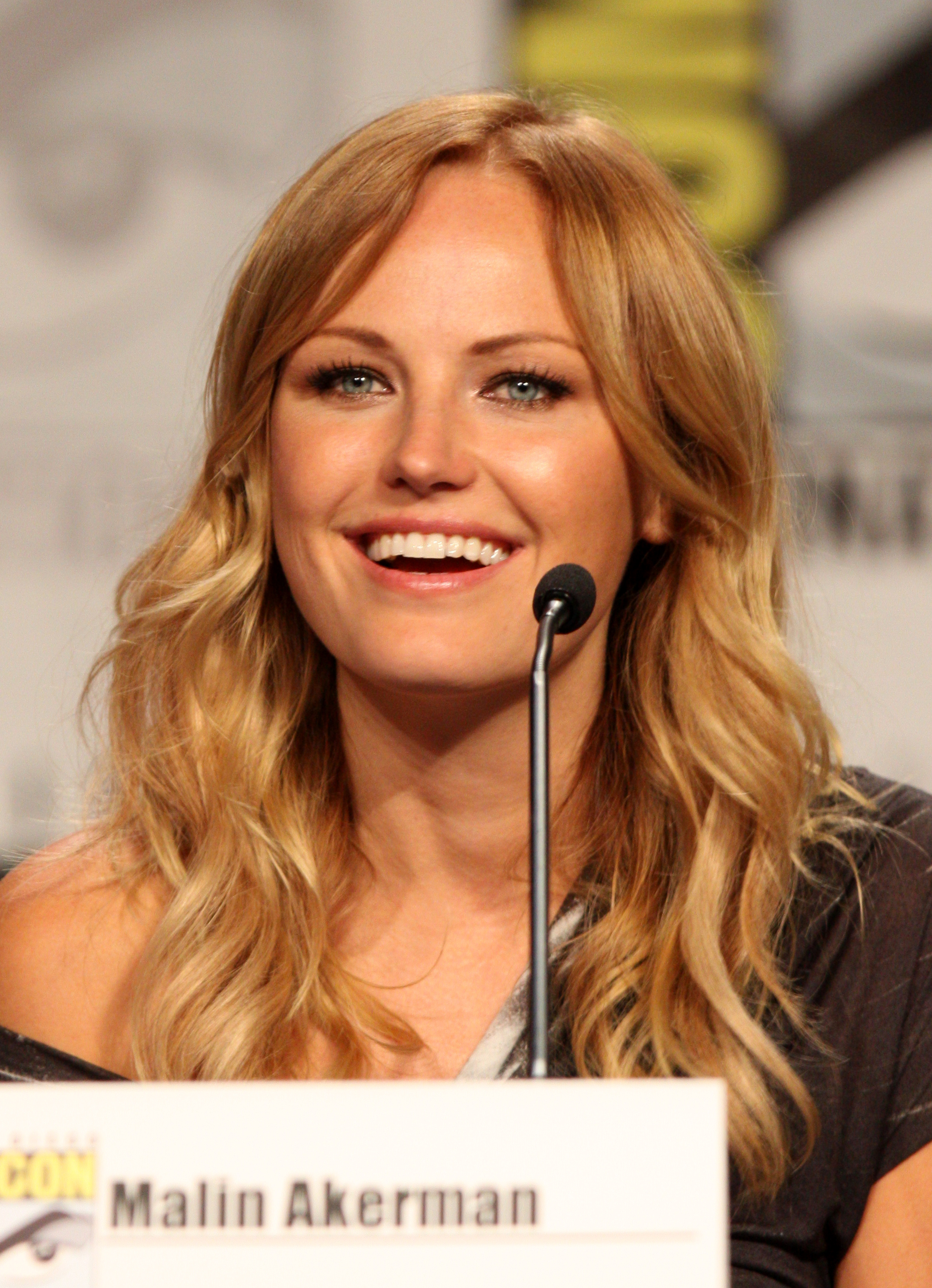
Malin Åkerman interprète Celeste.
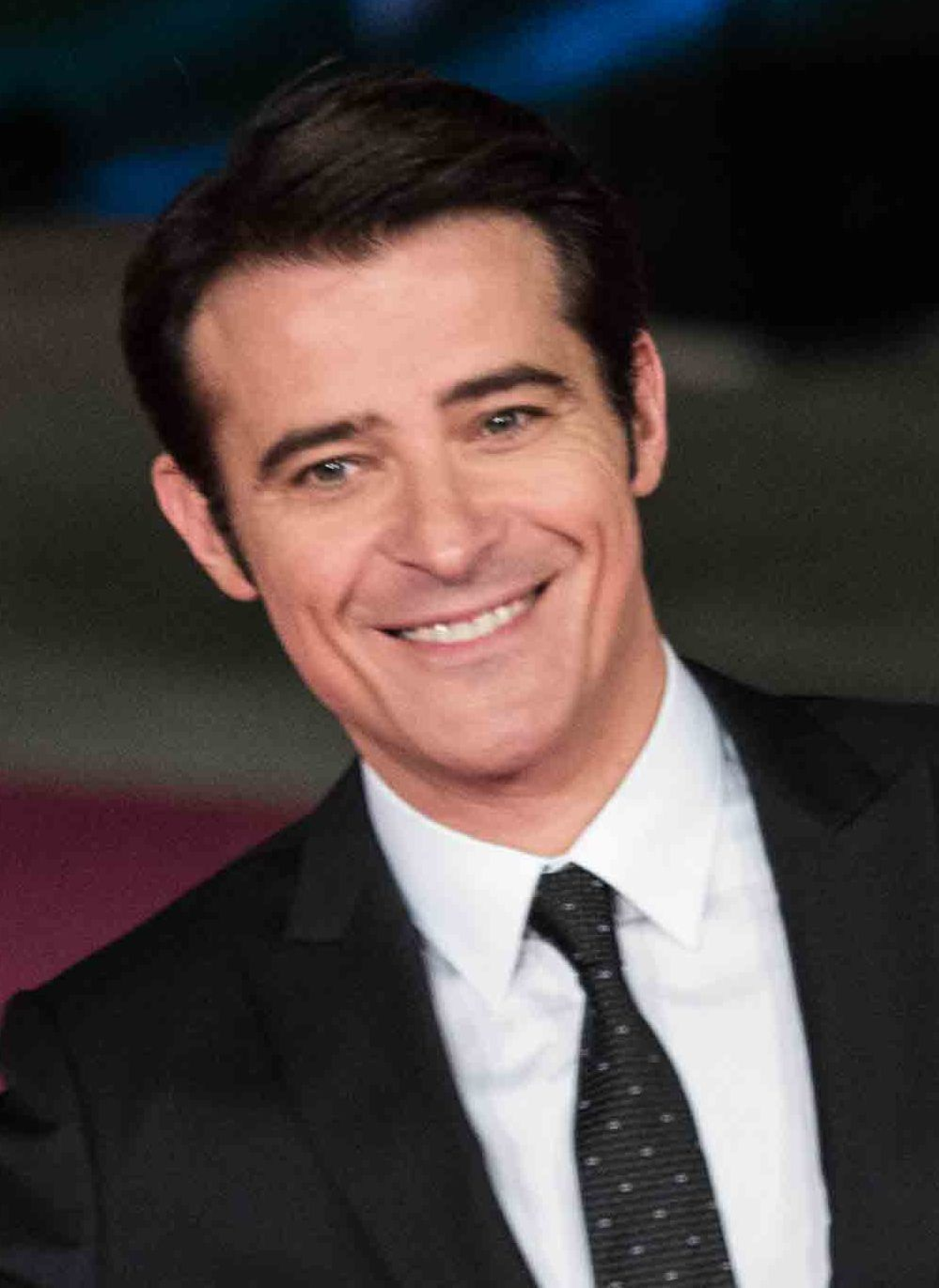
Goran Višnjić interprète le Dr Colin Brooks
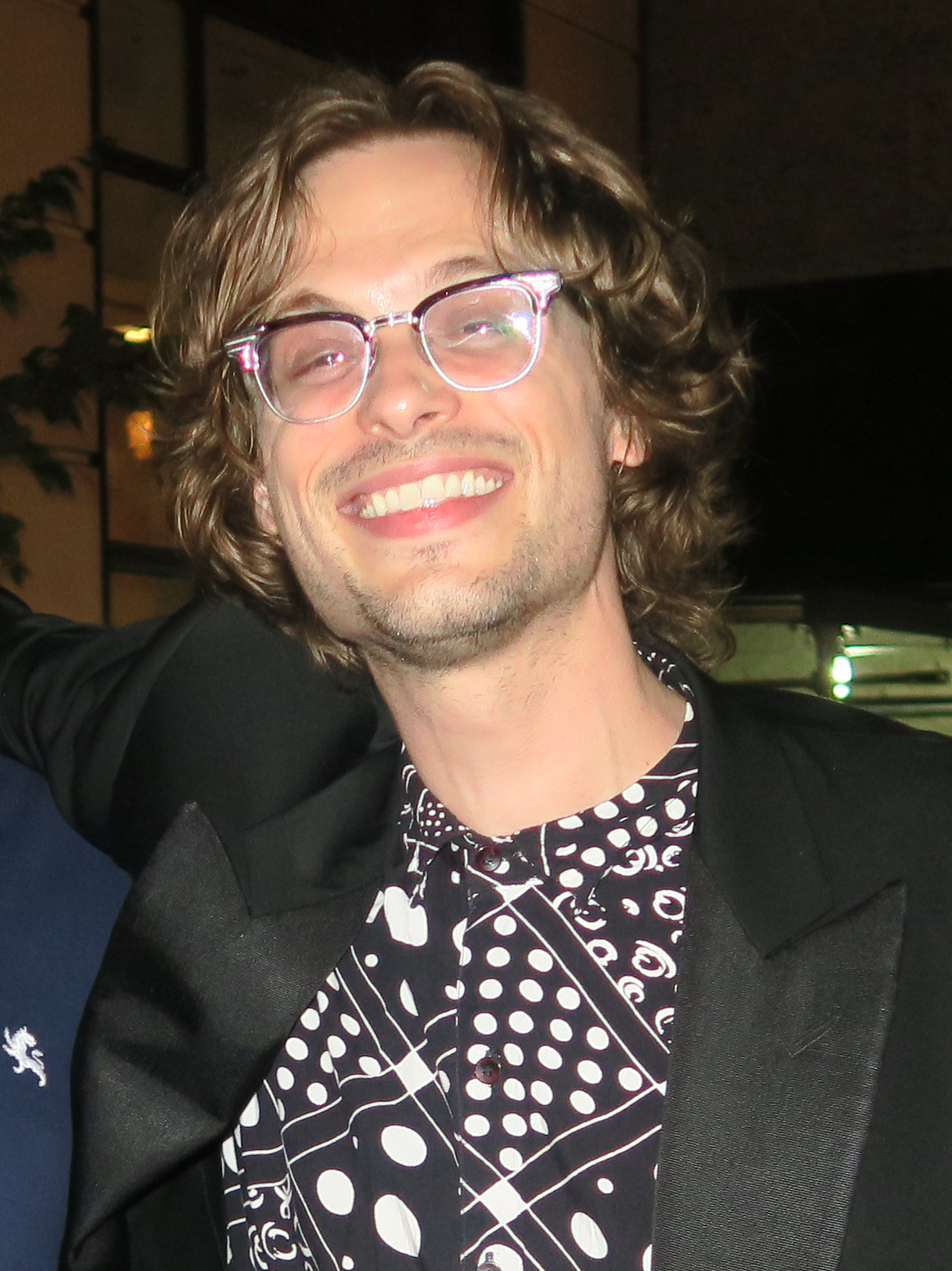
Matthew Gray Gubler interprète Wes.
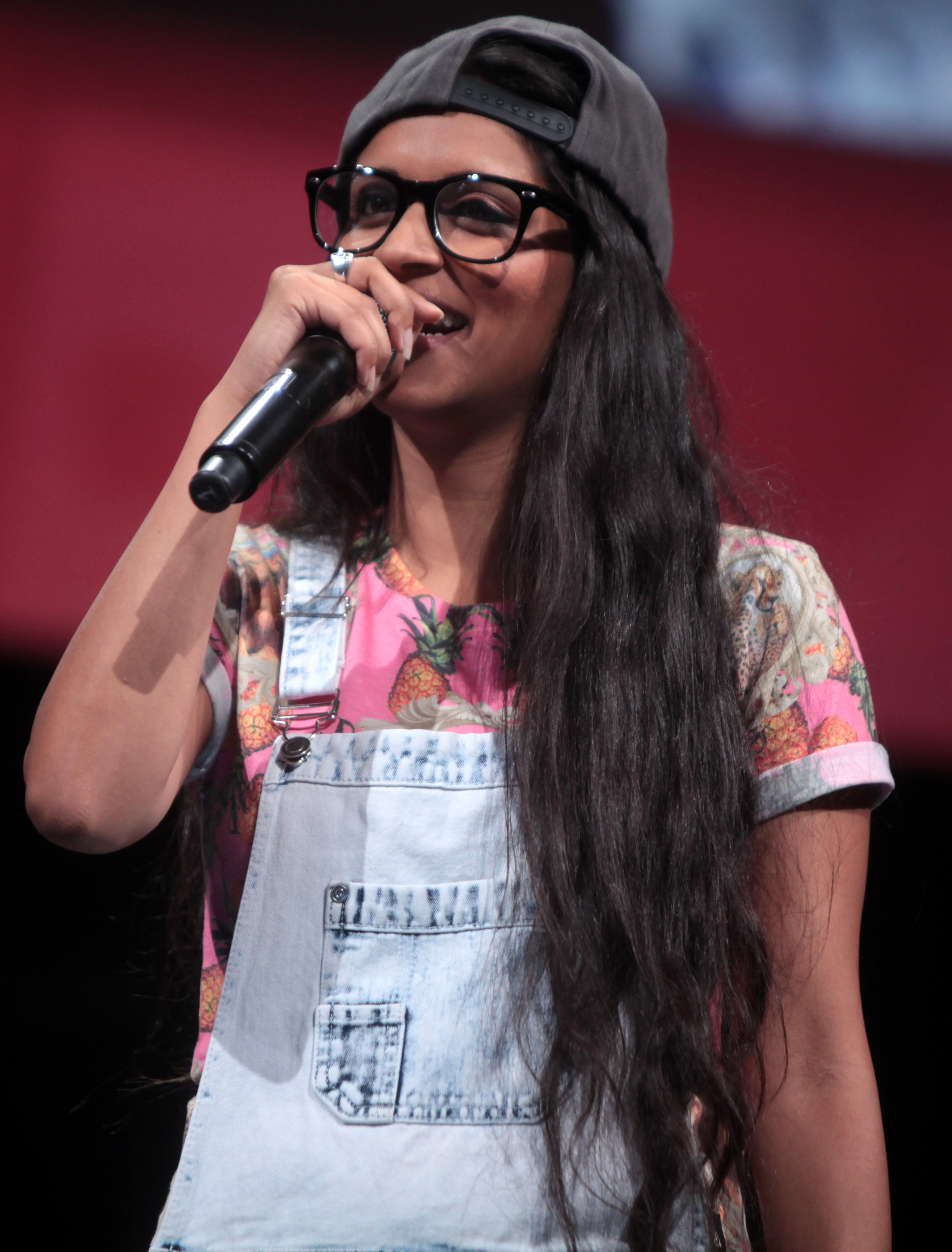
Lilly Singh interprète Liv.
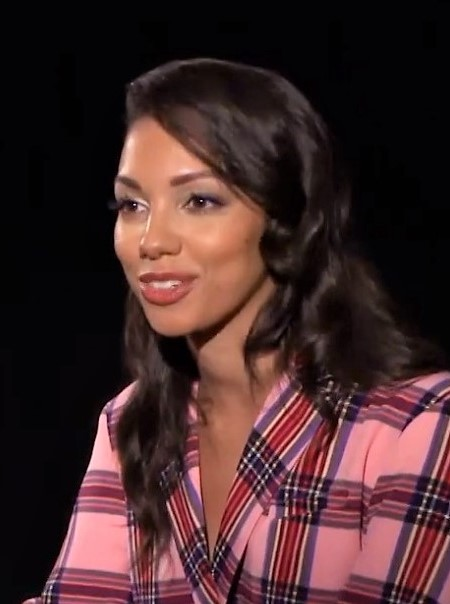
Corinne Foxx interprète Ruby.

### Invités spéciaux
Source et légende : version française (VF) sur RS Doublage et le carton de doublage en fin d'épisode sur Disney+.

## Production

### Développement
En novembre 2017, le service Hulu annonce la commande d'un épisode pilote. Il est alors dévoilé que la série a été créée par Jordan Weiss et qu'elle sera co-produite par l'actrice australienne Margot Robbie. Kat Dennings, qui interprète le personnage principal de la série, est également annoncée en tant que productrice déléguée.
Finalement, la production du pilote ne démarre pas, et en novembre 2018, le service passe directement la commande d'une première saison composée de dix épisodes. Ira Ungerleider est annoncé au poste de showrunner et le studio ABC Signature, qui comme Hulu est une filiale de la Walt Disney Company, est également annoncé à la production.
La série est lancée le 15 novembre 2019, et en janvier 2020, le service annonce son renouvellement pour une seconde saison.
Le 10 mai 2022, la série est annulée.

### Distributions des rôles
Lors de la commande du pilote en novembre 2017, il est annoncé que Kat Dennings serait le personnage central de la série, Jules Wiley, mais qu'elle serait également l'une des productrice déléguée de la série. En janvier 2019, Brenda Song et Lex Scott Davis sont annoncées pour la distribution principale, suivie par Esther Povitsky le mois suivant,. En avril 2019, Davis quitte la série et Shay Mitchell signe pour la remplacer.

### Tournage
Le tournage de la série se déroule à Los Angeles. 

## Épisodes
| Saisons | Saisons | Nombre d'épisodes | Diffusion originale sur Hulu | France Diffusion sur Star | France Diffusion sur Star |
| ------- | ------- | ----------------- | ---------------------------- | ------------------------- | ------------------------- |
|         | 1       | 10                | 15 novembre 2019             | 16 avril 2021             | 18 juin 2021              |
|         | 2       | 10                | 11 février 2022              | 27 avril 2022             | 27 avril 2022             |

### Première saison (2019)
Composée de dix épisodes, elle a été mise en ligne le 15 novembre 2019 sur le service Hulu puis du 16 avril 2021 au 18 juin 2021 sur Disney+ en France.
1. Guy's Girl
2. Homebody
3. Mystery Brunette
4. Fun Friend
5. Beauty Queen
6. History Buff
7. F*** Buddy
8. Mama Bear
9. Feminist
10. Bridesmaid

### Deuxième saison (2022)
Composée de dix épisodes, elle a été mise en ligne le 11 février 2022 sur le service Hulu et sera disponible à partir du 27 avril 2022 sur Disney+ en France.
1. Agence de voyage (Travel Agent)
2. Le bras droit (Right Hand Woman)
3. La patronne (Boss Lady)
4. Prendre le pouvoir (Power Player)
5. La Fête de l'Interdépendance (Miss Codependent)
6. Une autre réalité (Space Cadet)
7. Molly (Dancing Queen)
8. Homecoming Queen (Favorite Daughter)
9. Princesse Charmante (Princess Charming)
10. L'anniversaire (Birthday Girl)

## Accueil

### Critiques
Lors de sa mise en ligne, la première saison de la série reçoit un accueil mitigé de la part de la critique. Sur le site agrégateur de critiques professionnelles Rotten Tomatoes, elle recueille 56 % de critiques positives, avec une note moyenne de 5,77/10 sur la base de 25 critiques collectées. Le consensus critique établi par le site résume : « Dollface a tout les bons ingrédients : une distribution talentueuse, une prémice prometteuse, beaucoup d'intrigues surréalistes - si seulement sa vision superficielle du féminisme ne les sapait pas ».